# Volejbalový klub Prostějov
Il Volejbalový klub Prostějov è una società pallavolistica femminile ceca, avente sede a Prostějov e militante nel massimo campionato ceco, la Extraliga.

## Rosa 2022-2023
| N° | Nome               | Ruolo | Data di nascita  | Nazionalità sportiva |
| -- | ------------------ | ----- | ---------------- | -------------------- |
| 1  | Pavla Meidlová     | S     | 8 maggio 1999    | Rep. Ceca            |
| 2  | Josefína Smolková  | S     | 11 aprile 2006   | Rep. Ceca            |
| 3  | Klára Faltínová    | S     | 23 dicembre 1997 | Rep. Ceca            |
| 4  | Soňa Nováková      | P     | 6 ottobre 1975   | Rep. Ceca            |
| 5  | Zuzana Dostálová   | C     | 31 dicembre 2003 | Rep. Ceca            |
| 6  | Adéla Stavinohová  | L     | 19 maggio 1998   | Rep. Ceca            |
| 7  | Simona Kopecká     | P     | 28 novembre 1993 | Rep. Ceca            |
| 8  | Simona Marešová    | S     | 29 ottobre 2004  | Rep. Ceca            |
| 9  | Raquel da Silva    | C     | 2 gennaio 1995   | Brasile              |
| 10 | Karin Šunderlíková | U     | 17 luglio 1999   | Slovacchia           |
| 11 | Bára Abendroth     | P     | 16 marzo 2004    | Rep. Ceca            |
| 12 | Petra Kožoušková   | C     | 18 agosto 2000   | Rep. Ceca            |
| 13 | Kateřina Kvapilová | C     | 12 maggio 1995   | Rep. Ceca            |
| 14 | Andrea Píchalová   | L     | 4 gennaio 2004   | Rep. Ceca            |
| 15 | Jéssica Silva      | S     | 23 febbraio 1987 | Brasile              |
| 16 | Adriana Jurčíková  | S     | 5 aprile 2002    | Rep. Ceca            |
| 17 | Michaela Beránková | U     | 2 marzo 1999     | Rep. Ceca            |
| 18 | Michaela Smolková  | S     | 27 febbraio 2003 | Rep. Ceca            |

## Palmarès
- Campionato ceco: 11

2008-09, 2009-10, 2010-11, 2011-12, 2012-13, 2013-14, 2014-15, 2015-16, 2016-17, 2017-18
2021-22
- Coppa della Repubblica Ceca: 10

2007-08, 2008-09, 2009-10, 2010-11, 2011-12, 2012-13, 2013-14, 2014-15, 2015-16, 2017-18
- Middle European League: 1

2010-11